# Qashiliq

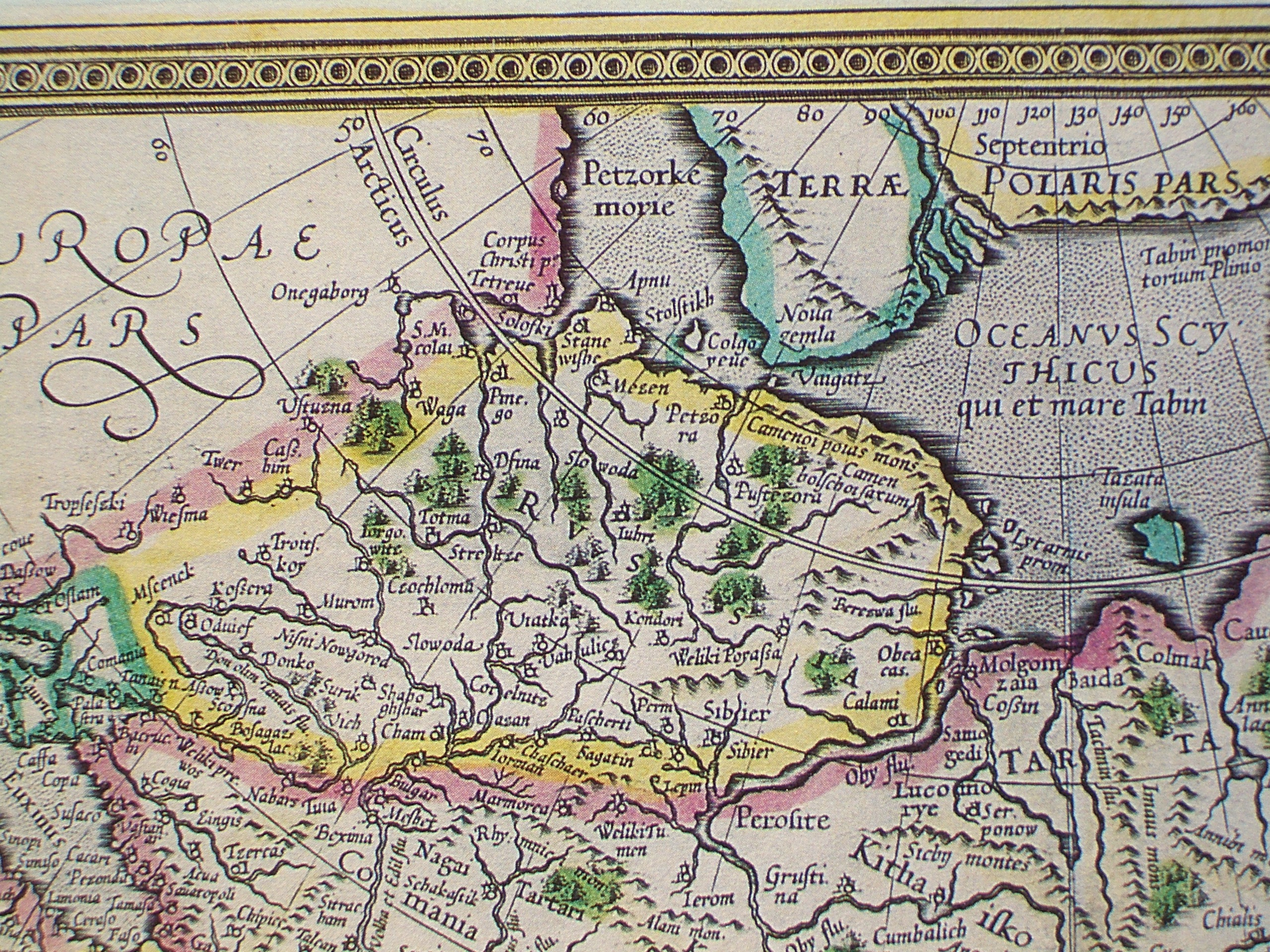
Antica cartina geografica del Khanato di Sibir e di Qashiliq.

Qashiliq, Isker o Sibir (Lingua sibira: Qaşliq, Esker) fu una città medievale (XIV-XVI secolo) sibira seconda capitale del Khanato di Sibir nella Russia medievale.

## Storia e geografia
La città sorgeva lungo il fiume Ob' (che percorre verticalmente la Siberia Occidentale), a 20 chilometri di distanza a sud-est dalla moderna città di Tobol'sk. La città divenne la capitale del Khanato di Sibir succedendo di carica alla vecchia capitale Çinki-Tura. Il periodo di massimo splendore di Qashiliq fu alla metà del XVI secolo dove fu per molti anni fu la più importante città della Siberia.
Nel 1582 la città venne invasa, saccheggiata e distrutta dal ataman cosacco Ermak e non fu mai più abitata poiché abbandonata, nonostante i ripetuti e vani tentativi di ricostruzione.
I russi moderni a Tobol'sk chiamano le rovine Il Forte di Küçüm.